# Floración, polinización y cuaje en árboles frutales

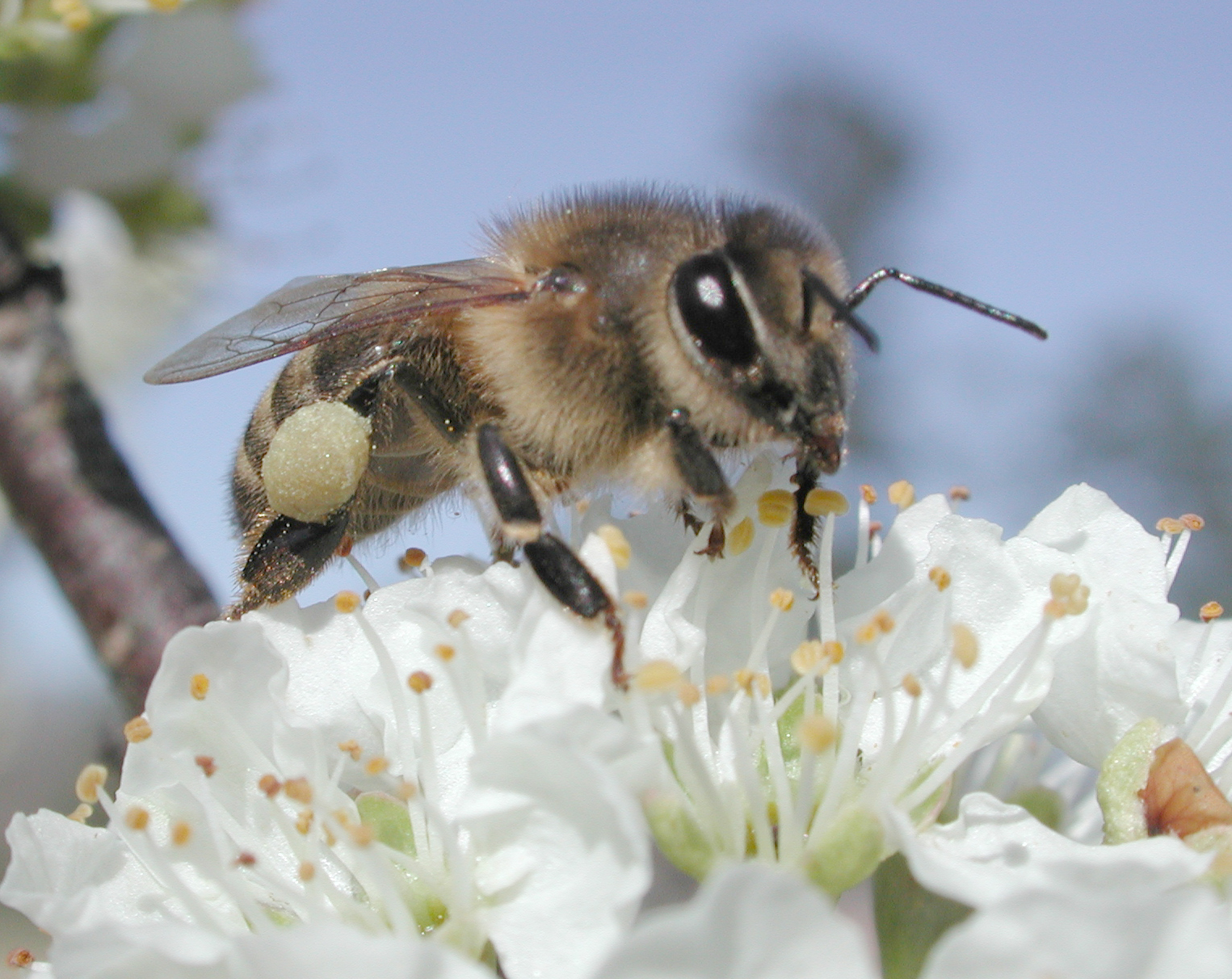
Abeja en flores de ciruelo europeo. La abeja es el agente polinizador por excelencia utilizado para la polinización cruzada.

Los procesos de floración, polinización y cuaje en árboles frutales que se suceden en primavera tienen importancia capital para la producción de frutas. El período de floración es breve ya que las flores se marchitan rápidamente en su mayoría, pero no por ello es poco trascendente para la producción frutal, porque en él ocurren los procesos de polinización, fecundación, formación de las semillas y crecimiento inicial de los frutos, que definen la producción potencial de ese año.

## El proceso de floración

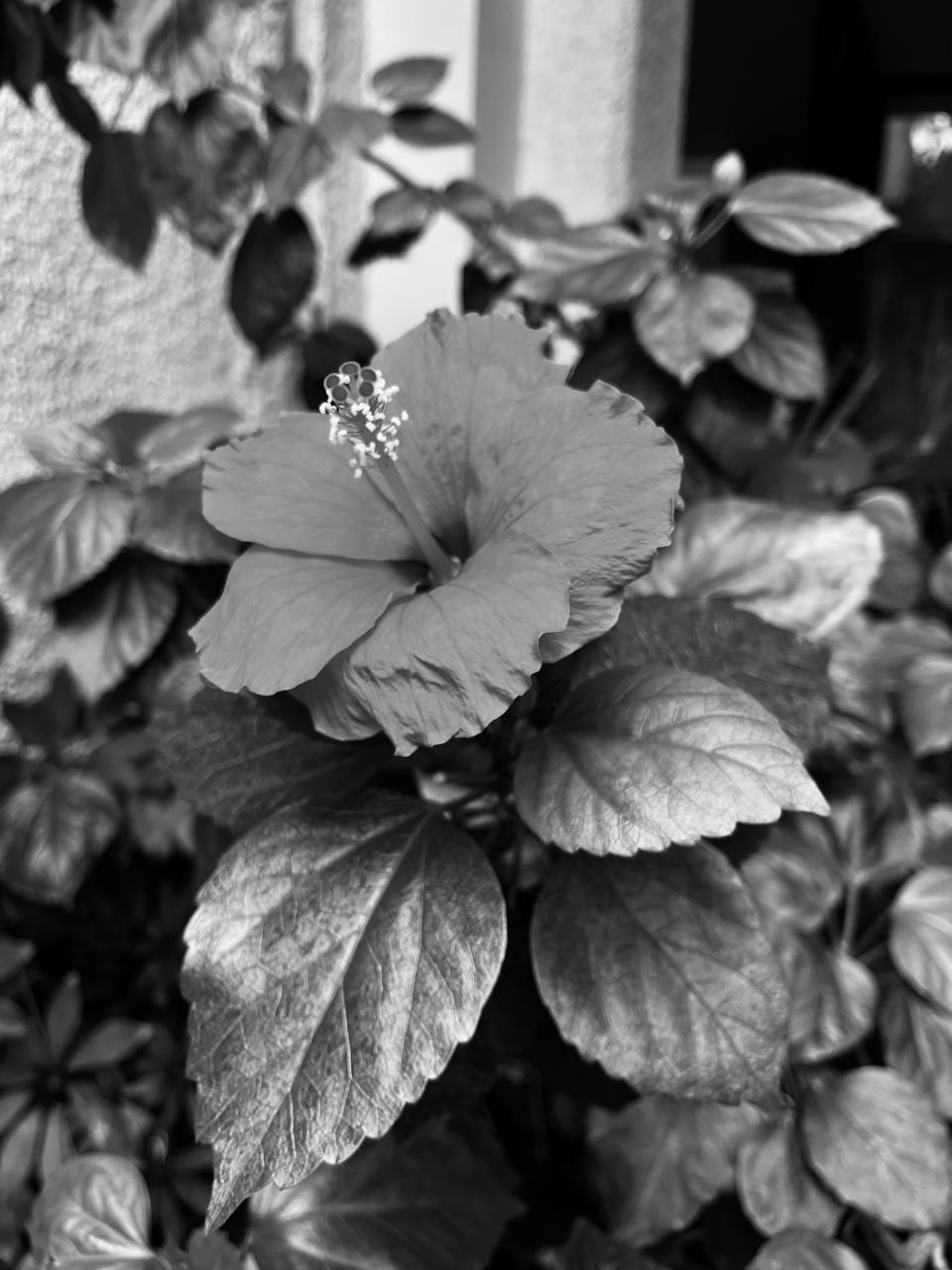
Flor en proceso de floración

Durante la apertura de las flores suceden las siguientes etapas:
- posible alargamiento del pedúnculo floral;
- apertura de la corola seguida de aparición de los estambres y de los pistilos;
- dehiscencia de las anteras y dispersión del polen;
- receptividad de los pistilos con frecuente aparición de líquido estigmático.

La expansión de los pétalos y estambres requiere un considerable alargamiento celular en cada órgano. Este proceso utiliza energía respiratoria y resulta en la producción de gas etileno. Los filamentos se elongan, las anteras se abren y dispersan el polen encerrado.
La apertura de la corola se produce normalmente debido al movimiento que realizan hacia el exterior los pétalos insertos en los receptáculos. En la vid, los pétalos están soldados entre sí y forman una especie de capa invertida sobre los estambres y el pistilo. En este caso, los pétalos se separan del receptáculo y la caliptra es expulsada por la presión ejercida por los estambres.
La emisión del polen por las anteras y la receptividad del estigma pueden ocurrir en momentos distintos (dicogamia). Si los órganos sexuales masculinos maduran antes que los femeninos se produce protandria. Si los órganos femeninos son los que maduran antes, se produce protoginia.

## Época de floración

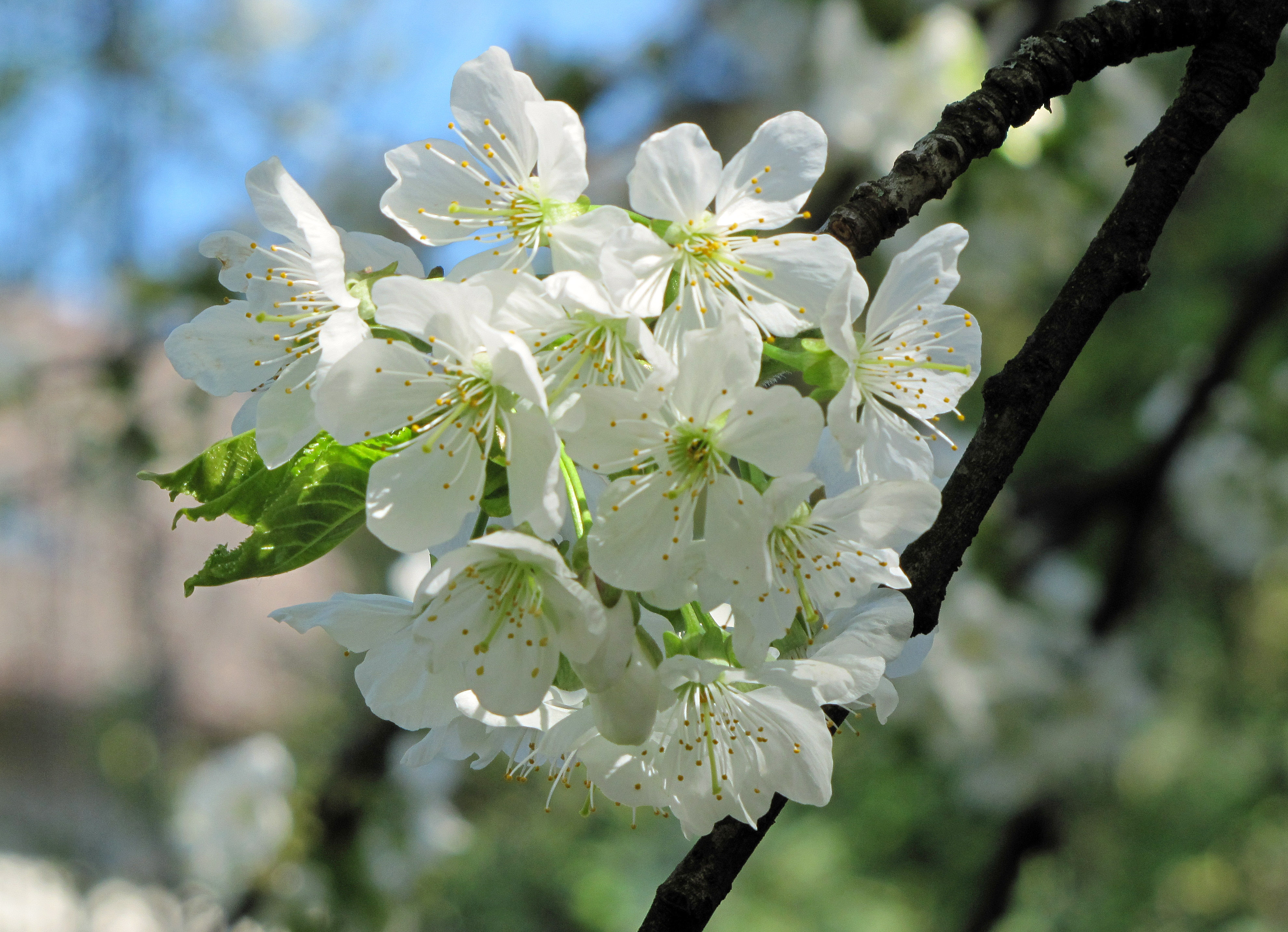
Cerezo en floración. El cerezo es una especie frutal que se puede clasificar entre las de floración tardía en primavera.

La época de floración depende principalmente de la especie, pudiendo desarrollarse más temprana o tardíamente según la variedad cultivada. El almendro, el albaricoquero o damasco, y el ciruelo japonés son especies de floración temprana; en cambio, el cerezo, el manzano, el olivo y el nogal florecen tarde en la primavera. La época de floración varía entre cultivares de una misma especie. 

## Período de floración
La floración es gradual dentro de la misma planta e incluso dentro de la misma inflorescencia. Por ejemplo, en el peral se abre primero la flor de la base del corimbo; en el manzano, la antesis comienza en la flor central de cada inflorescencia.
Convencionalmente se considera que una planta está en inicio de floración cuando alrededor del 10 % de las flores están abiertas; en plena floración, cuando aproximadamente el 50 % de las flores están abiertas; y en fin de floración, cuando todos los pétalos se han caído. En caída de pétalos, los estambres y estilos se secan y caen, mientras que los sépalos pueden persistir en el fruto.
La floración dura como término medio 15 días, aunque el período de floración varía con la variedad cultivada, con la cantidad de flores y con las condiciones meteorológicas de la estación. Las temperaturas que se producen antes y durante la floración afectan la duración del período de floración. Cuando los árboles de clima templado no se exponen a la suficiente cantidad de frío durante el invierno, la floración se puede extender por un período de varias semanas, reduciéndose el potencial para una buena polinización y fecundación. Las temperaturas bajas durante el período de floración retrasan la caída de pétalos.

## Polinización de árboles frutales: su importancia
La polinización es el proceso de transporte de los granos de polen desde la antera de una flor al estigma de esa misma flor o de otra. Este proceso ocurre durante el período de floración y es la condición previa a la fecundación. Una vez que el grano de polen alcanza el estigma, es hidratado por el líquido estigmático, comienza a germinar y desarrolla el tubo polínico, que penetra a través del estilo y llega al óvulo para su fecundación. Los óvulos fecundados dan origen a las semillas del fruto. 
En el monte frutal la polinización debe considerarse como un factor más, cuyo manejo deficiente puede tener consecuencias sumamente negativas sobre el volumen de fruta producido y sobre su calidad.

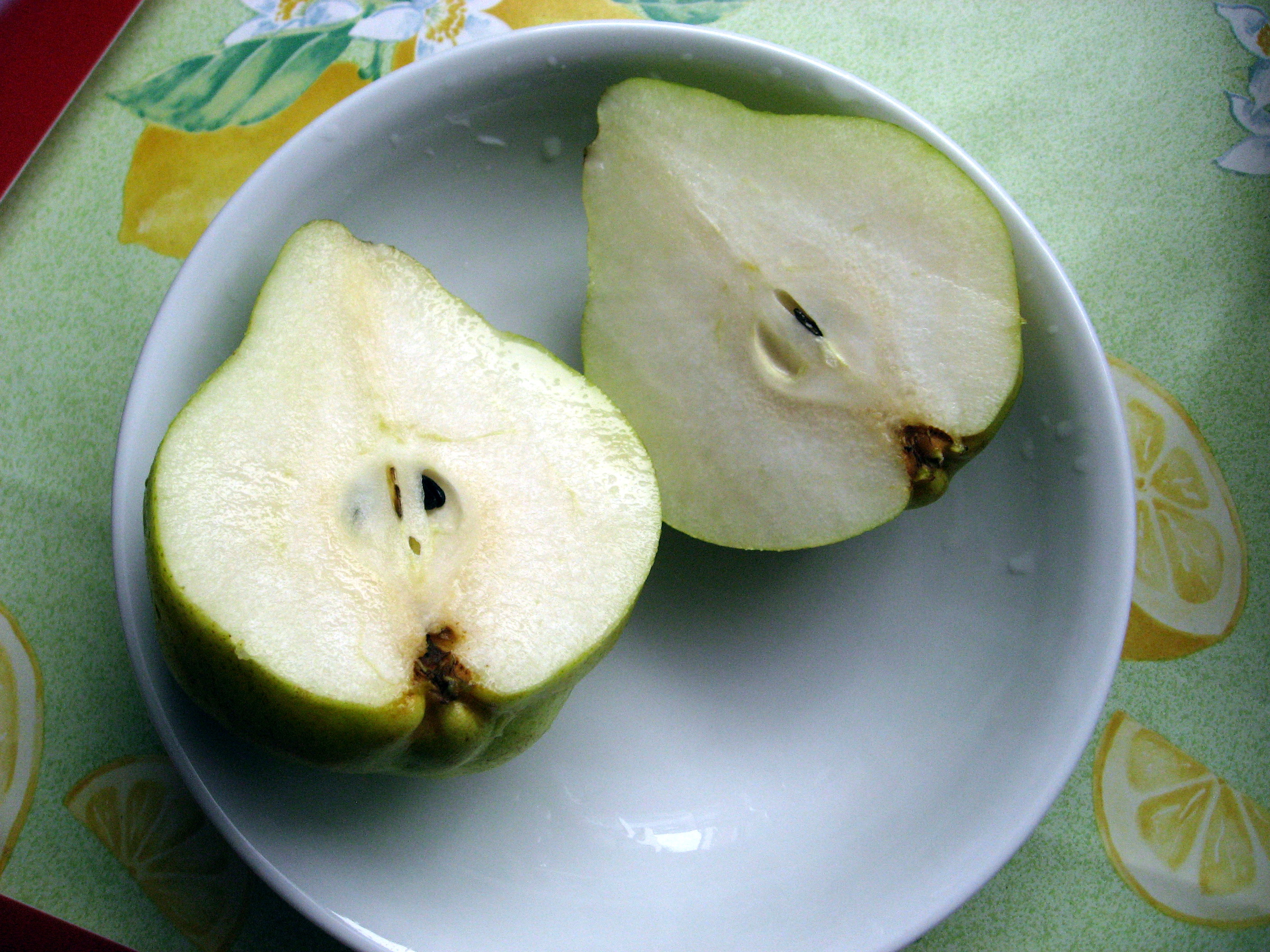
Corte longitudinal del fruto de Pyrus commnunis (pera) que muestra la presencia de más de una semilla (fruto pluriseminado, normalmente con 5 semillas).

En la mayoría de las especies frutales, la presencia de semillas es indispensable para que el fruto cuaje, crezca y llegue a madurar. Por lo tanto, si no hay polinización y posterior fecundación de los óvulos, la flor o el frutito muy pequeño aborta y cae. Esta situación es común en los árboles frutales de hueso o carozo, en los cuales cada flor tiene un ovario con dos óvulos, y cada fruto tiene una sola semilla, ocasionalmente dos. En estos frutales, si no hay polinización y fecundación la flor aborta y cae, comprometiendo el volumen de fruta producido.

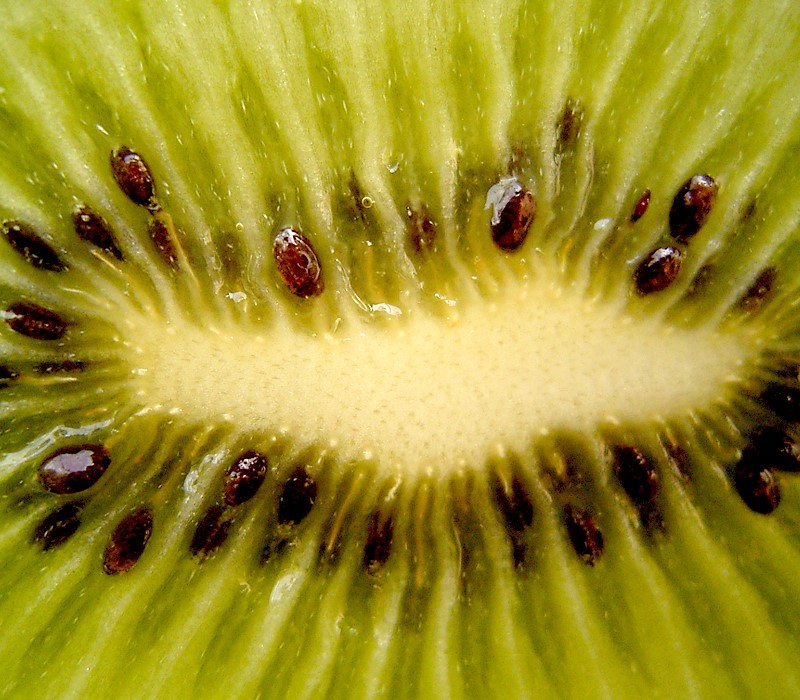
Detalle del fruto cortado de Actinidia deliciosa. Se puede observar la multiplicidad de semillas de color marrón oscuro.

En frutos pluriseminados como la manzana y la pera, el tamaño de los frutos, su forma y el período de conservación frigorífica están vinculados con la polinización y con la cantidad de semillas presentes. En estos frutales, las flores presentan un pistilo compuesto por cinco carpelos, con dos óvulos cada uno. Cuando la polinización es deficiente y no se forman suficientes semillas, el tejido del receptáculo adyacente al lóculo en que no hay semillas se deforma, debido a ausencia de hormonas y factores de crecimiento que estas generan, comprometiendo el volumen y la calidad de la fruta producida. En manzano los frutos mal polinizados presentan una composición mineral distinta, con menor contenido de calcio, una vida en postcosecha más corta, y mayor susceptibilidad a desórdenes fisiológicos.
En frutos multiseminados (numerosas semillas) como el Actinidia deliciosa (kiwi), el tamaño y la forma final que alcanzan los frutos también están asociados al número de semillas presentes.

## Fecundación
Los granos de polen transportados por el viento o los insectos a los estigmas germinan emitiendo un tubo polínico, que crece hacia el ovario. Cada grano de polen posee tres núcleos haploides (n cromosomas) que se mueven dentro del tubo polínico. Uno de ellos es responsable de guiar el crecimiento del tubo a través del estilo hacia el saco embrionario dentro del óvulo. Los otros dos núcleos son responsables del proceso de fertilización (núcleos generativos). Por otra parte, en el ovario del pistilo se han formado los óvulos y en cada óvulo se ha desarrollado un saco embrionario con ocho núcleos haploides, dos de los cuales se fusionan en el centro del saco embrionario (núcleo fusión, 2n cromosomas). Cuando un tubo polínico alcanza el óvulo, descarga en él los dos núcleos generativos: uno se fusiona con un núcleo haploide y forma un zigoto o embrión (2n cromosomas), el otro se fusiona con el núcleo fusión y origina el endosperma (3n cromosomas) que sirve para la nutrición del embrión. Este proceso se llama "doble fecundación" y ambas uniones deben ocurrir para un desarrollo normal de la semilla. A partir de ese momento se inicia una intensa multiplicación celular, y cuando el desarrollo del ovario es visible se considera al fruto cuajado.

## Partenocarpia en especies frutales: una excepción

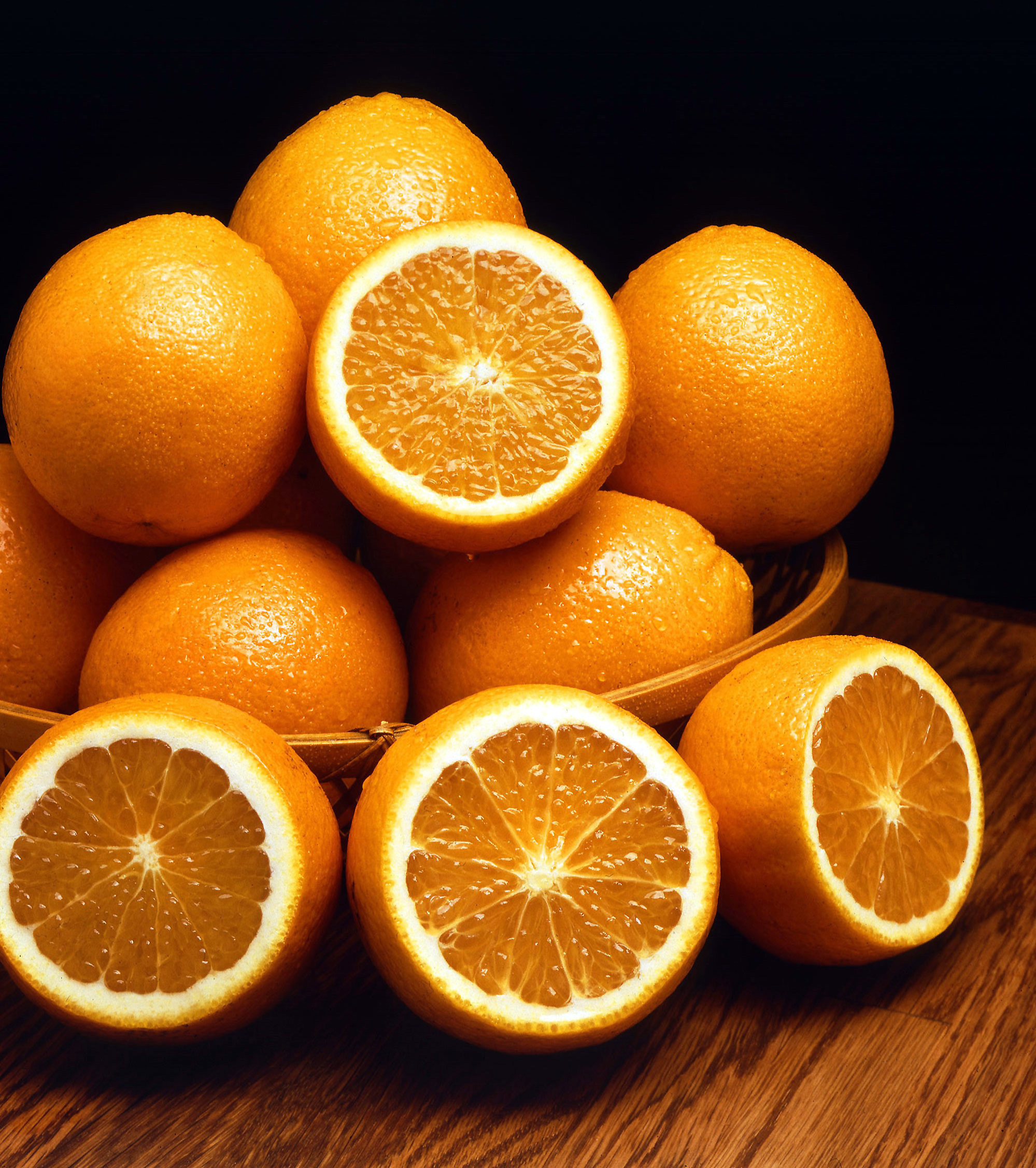
Naranjas partenocárpicas, con ausencia total de semillas. En los frutos cítricos, se considera un indicador de calidad comercial.

En algunas especies la formación de frutos puede producirse sin que haya polinización y fecundación previa. Esta fructificación se llama partenocárpica y los frutos se caracterizan por la ausencia total de semillas.
Los frutos partenocárpicos contienen auxinas y citocininas en concentraciones inferiores a los frutos con semilla de la misma especie, y las giberelinas casi no existen. Son más susceptibles a las caídas naturales y, para obtener un nivel adecuado de producción, es indispensable mantener las plantas en óptimo estado nutricional.
La aptitud para la fructificación partenocárpica se presenta en algunos cítricos, como en ciertas variedades de naranja (por ejemplo, las del tipo 'Navel') y mandarina, higuera y vid. En muchos casos, la ausencia de semillas se considera un indicador de calidad comercial.

### Partenocarpia estimulativa
En algunos casos, para que los frutos se desarrollen sin semillas es necesario el estímulo de la polinización, aunque no hay fecundación. Ciertas condiciones climáticas (temperaturas, luz) y nutricionales provocan el inicio del desarrollo de los tubos polínicos, estimulando el desarrollo de los ovarios aún sin llegar a los óvulos. En este caso se habla de partenocarpia estimulativa o inducida. Ejemplo de esto son algunas vides apirenas, como 'Sultanina', 'Flame Seedless' y, en ocasiones, la pera 'Williams'. La aplicación de giberelinas puede inducir un incremento en el contenido de auxinas endógenas en el ovario de una flor no polinizada y provocar también el crecimiento de frutos en ausencia de fecundación.

### Estenospermocarpia
La estenospermocarpia es el desarrollo de frutos con semillas parcialmente formadas debido a un aborto de los embriones luego de la fecundación. Los frutos maduros no contienen semillas formadas sino solo esbozos rudimentarios. Un ejemplo es la uva 'Thompson Seedless': los embriones se forman pero abortan poco tiempo después de la fecundación. Este tipo de fruto "sin semilla" no debe considerarse partenocárpico.

## Tipos de polinización
La polinización es autógama cuando los estambres y el pistilo pertenecen a la misma flor. En cambio, si los estambres y el pistilo pertenecen a flores distintas de un árbol o de distintos árboles, la polinización es alógama. En las especies frutales, es más frecuente la alogamia. Entonces, es indispensable la presencia de un vehículo de transporte del polen.

## Traslado del polen
El polen se produce en las anteras y debe transferirse al extremo del pistilo (estigma) durante la polinización. Esencialmente, hay dos vías de transporte del polen: el viento (polinización anemófila) y los insectos (polinización entomófila), principalmente las abejas. También puede ocurrir naturalmente, es decir, por un contacto antera-estigma.

## Polinización anemófila

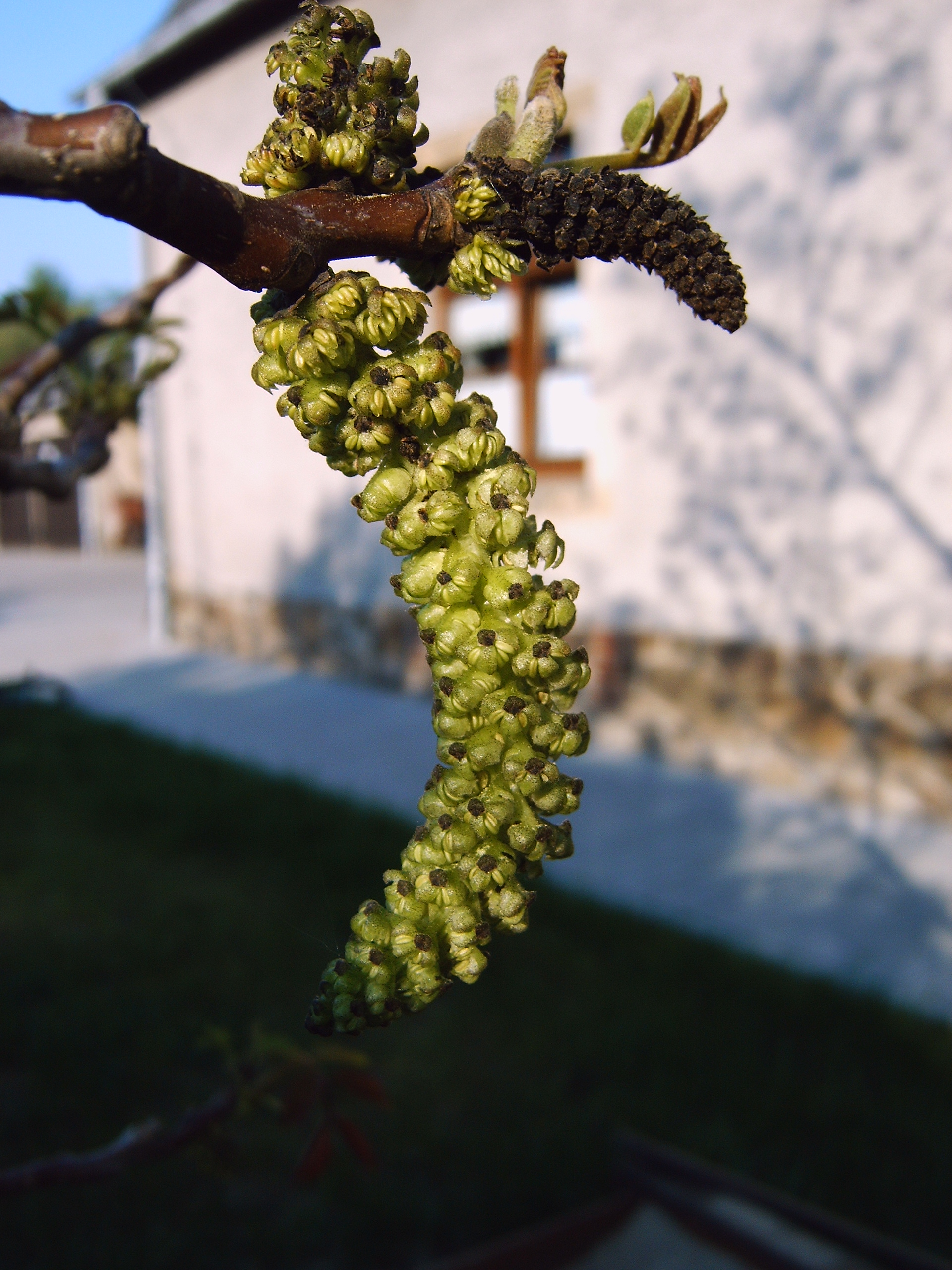
Amento de flores masculinas de nogal. Su polen, fino y liviano, se dispersa por el viento.

Las especies frutales de polinización anemófila se caracterizan por una producción de flores y por una capacidad de producción de polen muy elevadas. Las flores masculinas presentan una conformación adecuada para facilitar la dispersión del polen por el viento y con frecuencia se disponen en amentos. Las flores femeninas poseen estigmas muy desarrollados para favorecer la captación de polen. El nogal, el avellano, el castaño, el olivo son especies de polinización anemófila. El polen es muy fino y liviano, y su transporte se favorece por vientos ligeros y ambientes secos.

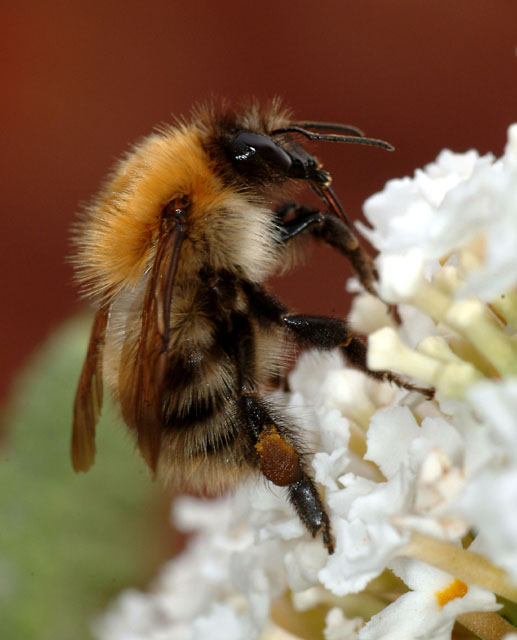
Abejorro del género Bombus.

## Polinización entomófila
Los árboles frutales de polinización entomófila se caracterizan por sus flores vistosas y por la presencia de néctar. Son ejemplos el cerezo, el ciruelo japonés, el almendro, el melocotonero o duraznero, el albaricoquero o damasco, el peral y el manzano y los cítricos. El polen es más grande, más pesado y más viscoso que el de las especies anemófilas, características que dificultan su movilización por el viento, pero que facilitan su adhesión al cuerpo y patas de los insectos. El transporte de polen puede llevarse a cabo por varias especies de insectos (géneros Bombus, Xylocopa, Osmia). Sin embargo, para aumentar la certidumbre del proceso de polinización generalmente se recurre al uso de insectos de manejo sencillo, como las abejas (Apis melifera).

### La abeja doméstica como agente polinizador
Las abejas realizan la polinización durante la recolección de polen y néctar.

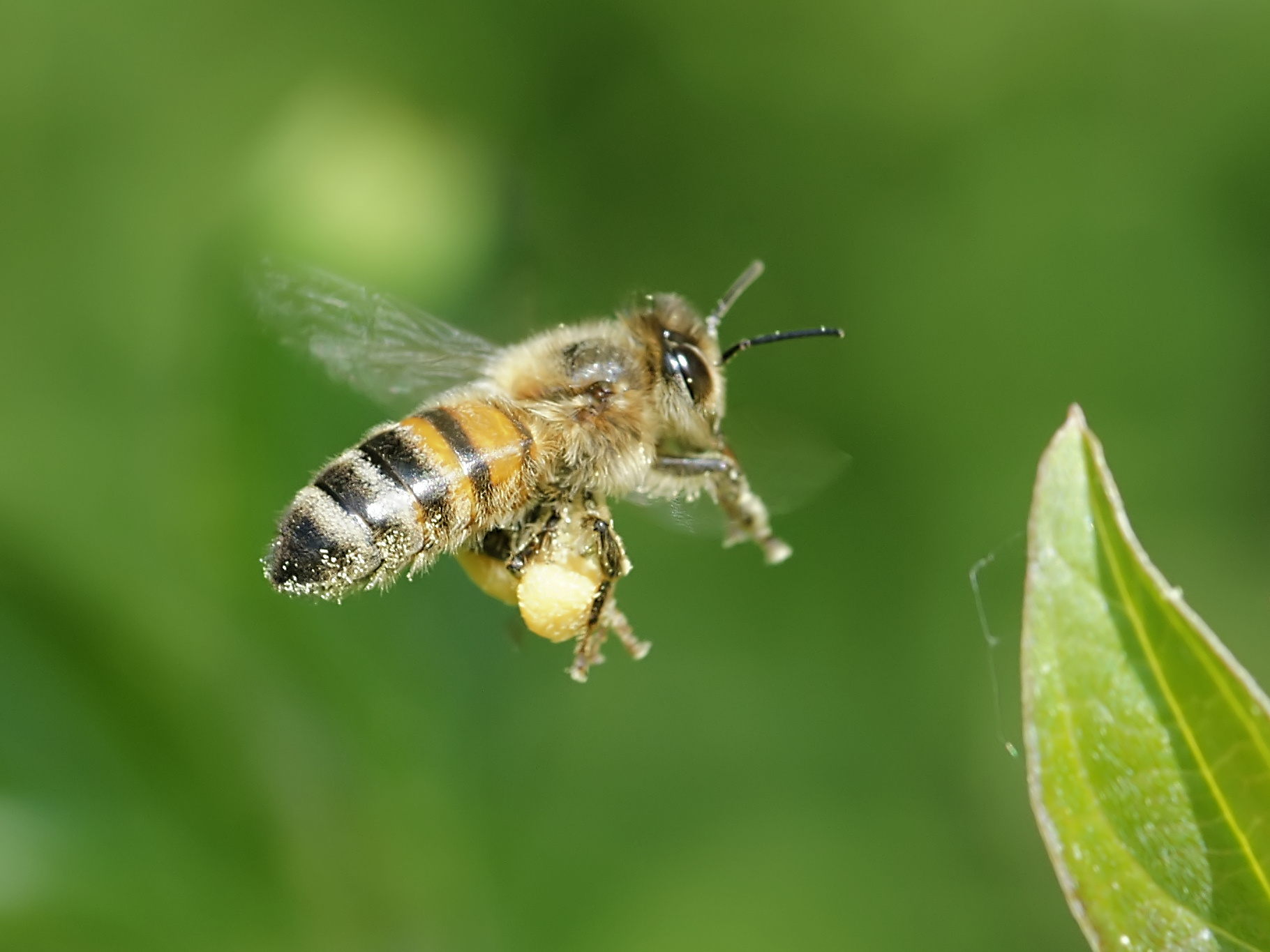
En su visita a las flores, la abejas se cubren abundantemente de polen y lo transportan en sucesivas visitas a los estigmas de otras flores.

Una característica importante de la actividad de las abejas es su constancia floral: cuando las abejas inician su actividad sobre una determinada especie, continúan visitando sus flores hasta agotarlas, antes de cambiar a otra especie.
En cultivos comerciales bien planificados, el porcentaje de polen extraño (de otras especies) apenas supera el 1 %. Esta característica debe tenerse en cuenta en el manejo de las malezas durante el período de floración, pues en el caso de existir flora competitiva las abejas pueden dirigirse a esta, disminuyendo en gran medida la eficiencia del proceso de polinización. Otra característica importante a considerar es la preferencia que tienen las abejas por las flores de algunas especies, que está vinculada a la concentración de azúcares del néctar. En su recolección siguen la "ley del mínimo esfuerzo". Así, por ejemplo, las abejas prefieren las flores del cerezo (con más del 50 % de azúcar en el néctar) a las del peral (con apenas 15 %).

### Otros agentes polinizadores

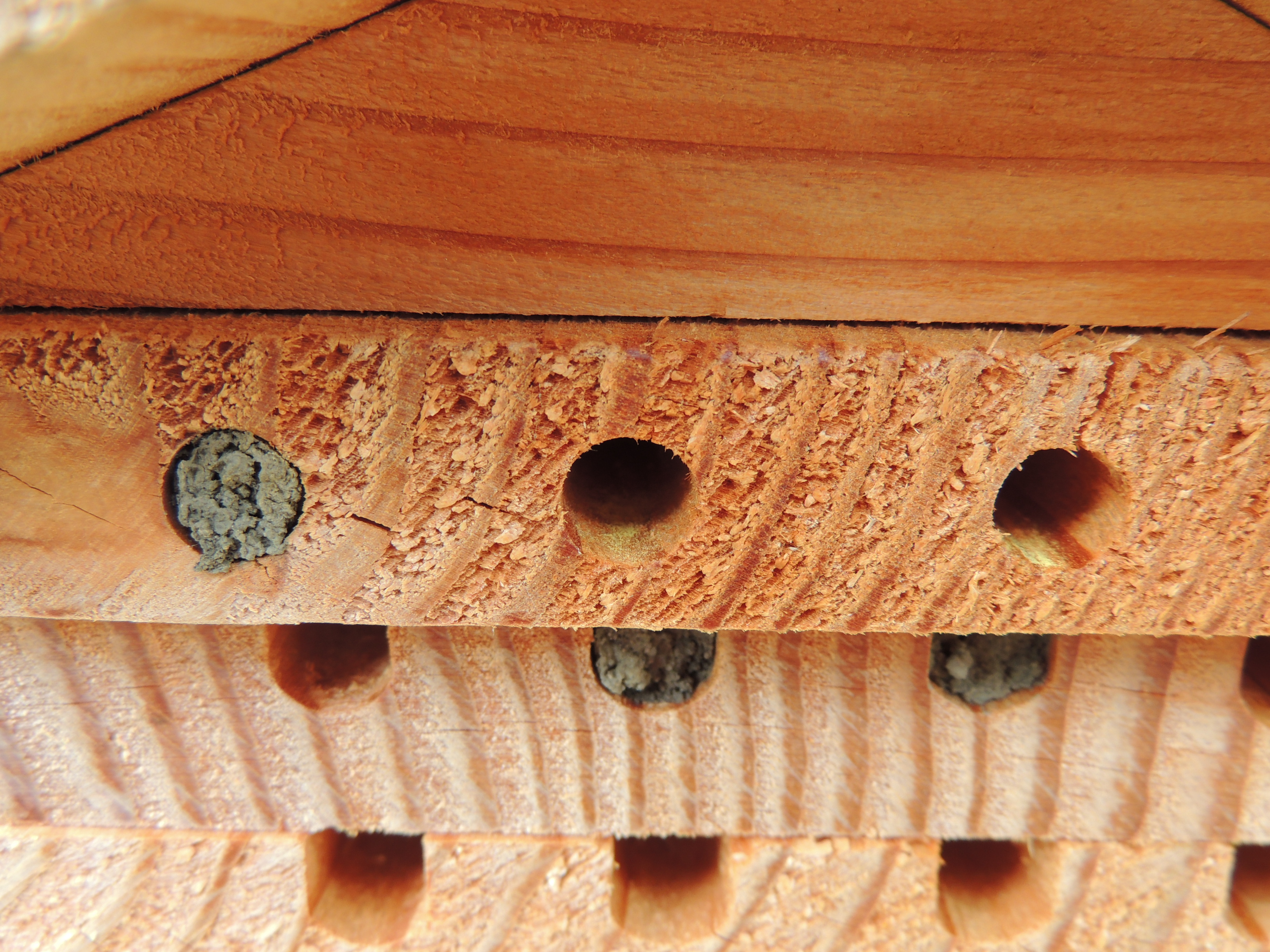
Nido de Osmia bicornis

También se utilizan otros insectos para la polinización de especies frutales, entre ellos algunas especies de abejorros y de abejas cortadoras de hojas, como Osmia spp. y Megachile spp. Se les provee de lugares para construir sus nidos que después pueden ser transportados a otros sitios. Otro método que usa los polinizadores nativos del lugar consiste en crear un hábitat con variedad de plantas y microambientes adecuados para la construcción de sus nidos. Este sistema tiene la ventaja adicional de que tal hábitat crea condiciones favorables para insectos beneficiosos o controles biológicos de plagas, lo cual permite la reducción del uso de plaguicidas. El uso de polinizadores nativos puede ser menos costoso que el uso de colmenas de abejas domésticas.

## Período de polinización efectiva
Para que la polinización sea efectiva es necesario que el grano de polen sea trasladado al estigma, germine y llegue al óvulo maduro mientras este sea todavía fértil. La velocidad de crecimiento de los tubos polínicos es esencial para el éxito de la fecundación y debe ser tal que permita la fusión de los gametos mientras que los sacos embrionarios sean todavía vitales.
El período de polinización efectiva (PPE) es la diferencia entre el número de días que el óvulo permanece viable y receptivo después de la antesis y el número de días que el polen requiere para germinar y efectuar la fecundación del óvulo (es decir el número de días que transcurre entre polinización y fecundación).
Si el crecimiento del tubo polínico es rápido, el PPE es más largo que si el crecimiento es lento, siempre y cuando la longevidad del óvulo permanezca constante. Otra interpretación es que la polinización puede ocurrir varios días después de la antesis y todavía producir la fecundación, siempre y cuando el crecimiento del tubo polínico sea rápido y alcance al saco embrionario mientras el óvulo está todavía viable. El núcleo espermático en un tubo de crecimiento lento no llegará a tiempo para efectuar la fecundación.
El PPE es muy variable, dependiendo de la especie, variedad cultivada y condiciones ambientales, y puede durar desde 2 días hasta más de 10. El PPE está condicionado por tres procesos principales que ocurren durante la reproducción: la receptividad del estigma (la capacidad del estigma para sostener la germinación del polen), el crecimiento del tubo polínico y la longevidad de los óvulos.

### Factores que influyen en el período de polinización efectiva

#### Especie y variedad cultivada
Influyen principalmente en la longevidad de los óvulos. Así, en el manzano la longevidad de los óvulos es de 10-15 días, mientras que en el cerezo es de 3-5 días.

#### Temperatura
La temperatura del aire en el momento de la fecundación es un factor muy importante para el éxito de este proceso. La temperatura puede afectar la germinación del polen, el crecimiento del tubo polínico y la longevidad del óvulo. Las altas temperaturas aceleran y las bajas temperaturas retardan el crecimiento del tubo polínico. En los cítricos, las temperaturas elevadas (25-30 °C) favorecen el crecimiento de los tubos polínicos, mientras que las temperaturas bajas (< 20 °C) lo reducen. En muchas variedades de peral, la velocidad de crecimiento del tubo polínico exige temperaturas diurnas superiores a 12 °C para ajustarse al período de polinización efectiva. Como las altas temperaturas aceleran y las bajas temperaturas retardan el crecimiento del tubo polínico, sería esperable un aumento del PPE con un aumento de temperatura. Sin embargo, no siempre ocurre así debido a que la temperatura alta también acelera la degeneración del estigma y disminuye la longevidad del óvulo.
Las temperaturas bajas, por el contrario, pueden extender la longevidad del óvulo pero reducen la tasa de crecimiento del tubo polínico; por lo tanto, las oportunidades para la fecundación pueden reducirse. En manzano, los tubos polínicos necesitan 1-2 días para llegar a los óvulos si la temperatura es de 15 °C, pero pueden tardar bastante más si la temperatura es más baja. Con temperaturas muy altas, puede desecarse el estigma y deteriorarse el saco embrionario.

#### Lluvias
En los frutales, una secreción característica denominada líquido estigmático favorece la retención de los granos de polen en los estigmas. Las lluvias pueden lavar los estigmas e impedir la continuación del proceso de fecundación.

#### Cantidad de polen captado por los estigmas
Se lo conoce como efecto masa. La capacidad germinativa y la velocidad de crecimiento de los tubos polínicos se incrementan al aumentar la densidad de granos de polen sobre los estigmas.

#### Estado nutricional
Tienen importancia diferentes elementos.
- Calcio. En la germinación del grano de polen influyen positivamente los iones Ca2+. En la medida en que la germinación se produzca normalmente, más rápidamente se iniciará el crecimiento del tubo polínico.

- Boro. Tiene un efecto marcado sobre el crecimiento del tubo polínico. En peral, especie con alta demanda de este nutriente, los bajos niveles de boro disminuyen el PPE y comprometen seriamente el cuaje. En almendro, las aplicaciones de boro aumentan la germinación del polen y el crecimiento del tubo polínico.

- Nitrógeno. Los niveles adecuados de nitrógeno en floración aumentan la longevidad de los óvulos. Aunque el período para el desarrollo del tubo polínico es constante, el PPE se incrementa por un aumento en la longevidad del óvulo.

La influencia del estado nutricional sobre la efectividad del proceso de fecundación demuestra la necesidad de realizar un manejo adecuado de la fertilización del monte frutal, evitando deficiencias de nutrientes, fundamentalmente de nitrógeno y boro. Los niveles deficientes de nitrógeno en el momento de la fecundación indican que este nutriente debió aplicarse en la plantación en el otoño anterior.

#### Reguladores del crecimiento
La aplicación de etileno en antesis, directamente o a través de la aplicación del ácido 2-cloroetilfosfónico (etefón, un regulador vegetal de síntesis que libera etileno al hidrolizarse), acelera la senescencia del óvulo y promueve la caída de frutos. Por el contrario, los inhibidotes de etileno como la aminoetoxivinilglicina (AVG), aplicados en floración aumentaron el número de semillas por fruto en peras debido a un aumento en la longevidad del óvulo.

## Esterilidad
Diversas causas pueden impedir la fecundación y en tal caso se habla de esterilidad. Hay casos de esterilidad por causas meteorológicas o del manejo del cultivo. Así, la carencia de algunos elementos nutritivos (boro, calcio) puede disminuir la capacidad germinativa del polen. Una insuficiente disponibilidad de nitrógeno puede provocar aborto de ovarios. La falta de exposición al frío por parte de muchas especies frutales puede afectar la formación de los órganos sexuales. Sin embargo, las causas de esterilidad más importantes son de origen genético (esterilidad morfológica, citológica y factorial).

### Esterilidad morfológica
Se manifiesta por la falta o el deficiente desarrollo de los estambres (androesterilidad) o del ovario (ginoesterilidad). Se presentan diversos casos de androesterilidad: flores que tienen estambres y anteras pero que no producen polen (por ejemplo, melocotonero o duraznero 'J.H.Hale'), o amentos sin estambres, o con estambres cortos o largos con un tejido esporígeno anormal (por ejemplo, castaño 'Marrone'). La ginoesterilidad total es más frecuente en especies cuyo interés de cultivo se relaciona más con la jardinería. Se encuentran manifestaciones de ginoesterilidad parcial en algunas especies frutales como limonero y olivo.

### Esterilidad citológica
Es un tipo de esterilidad que depende de anomalías en la meiosis durante los procesos de esporogénesis. Las flores son morfológicamente normales y las anteras producen polen, aunque la mayoría de las veces es escaso y tiene poca capacidad germinativa. Este tipo de esterilidad afecta especialmente a las variedades cultivadas triploides. La mayor parte de las variedades tradicionales son diploides en casi todas las especies de clima templado, pero otras variedades son triploides, tetraploides y hasta poliploides. Esta composición influye en el proceso meiótico, que parece más sencillo y factible en variedades con número de cromosomas par. En general, las variedades diploides presentan mejor autofertilidad que las triploides. El número de cromosomas afecta, además de la meiosis, la viabilidad de los granos de polen, su porcentaje de germinación, la degeneración de los óvulos, el desarrollo del tubo polínico y otras fases de la fecundación. 

### Esterilidad factorial

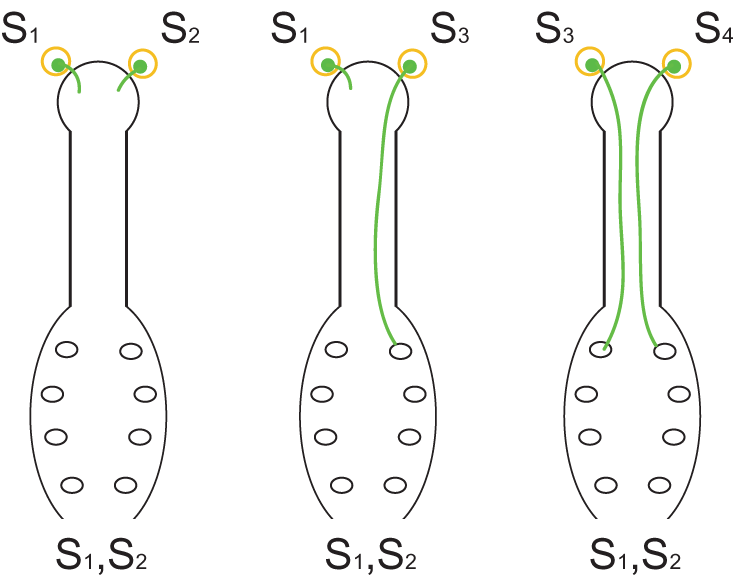
Fig. 1. Representación del mecanismo de autoincompatibilidad gametofítica. La planta de genotipo S1S2 produce granos de polen con alelos S1 o S2, los cuales, al ser idénticos a los alelos S presentes en el estigma, no pueden germinar (izquierda). Si sobre el estigma de una planta S1S2 llegan granos de polen de una planta con genotipo S1S3, el 50% de los mismos (aquellos con el alelo S3) podrán germinar y efectuar la polinización, la incompatibilidad se dice parcial (centro). Si sobre los estigmas de la planta de genotipo S1S2 arriban granos de polen de otra planta con genotipo S3S4, la totalidad de los granos de polen podrán germinar ya que no hay identidad entre los alelos S de los granos de polen y del estigma (derecha).

Es el tipo de esterilidad más frecuente e importante en las especies frutales. En este caso, las flores son morfológicamente normales y las anteras producen polen vital y germinable, pero incapaz de fecundar las flores de la misma variedad cultivada (autoincompatibilidad) o de otra no afín (interincompatibilidad).
La autoincompatibilidad es de tipo gametofítico y depende de la presencia de factores específicos de esterilidad en el código genético de la variedad cultivada. Esos factores se indican convencionalmente con el símbolo S seguido de un número de código. Cuando hay factores de esterilidad con el mismo código presentes tanto en el polen como en los tejidos del estigma y estilo receptor, el polen no se desarrolla, aunque potencialmente sea germinable. En cambio, la germinación del polen se produce regularmente si los factores de esterilidad que están presentes en los dos progenitores son de tipo diverso.
La incompatibilidad total o parcial puede también afectar a variedades cultivadas diferentes dentro de la misma especie: en el primer caso las variedades tienen los mismos factores de esterilidad; en el segundo, se diferencian en algunos de ellos.
En la Fruticultura, la autoincompatibilidad afecta en distinta medida a las diferentes especies. En algunas no ocurre o solo es ocasional (vid, duraznero, damasco, cítricos); en otras es más frecuente (almendro, ciruelo japonés, cerezo, peral, manzano). En el mundo hay numerosos trabajos genéticos encaminados a la obtención de cultivares autocompatibles.
A veces, se agrega al problema de la autoincompatibilidad el de la interincompatibilidad. Una variedad cultivada autoincompatible puede no fructificar si el polen que llega a los estigmas de sus flores proviene de una variedad interincompatible.
La comprobación del grado de compatibilidad de una variedad cultivada o entre variedades se realiza a través de técnicas de polinización controlada sobre flores emasculadas y encerradas en bolsas antes de la antesis. Las investigaciones de biología floral permitieron seleccionar en muchas especies las combinaciones varietales interincompatibles e intercompatibles.

## La polinización cruzada

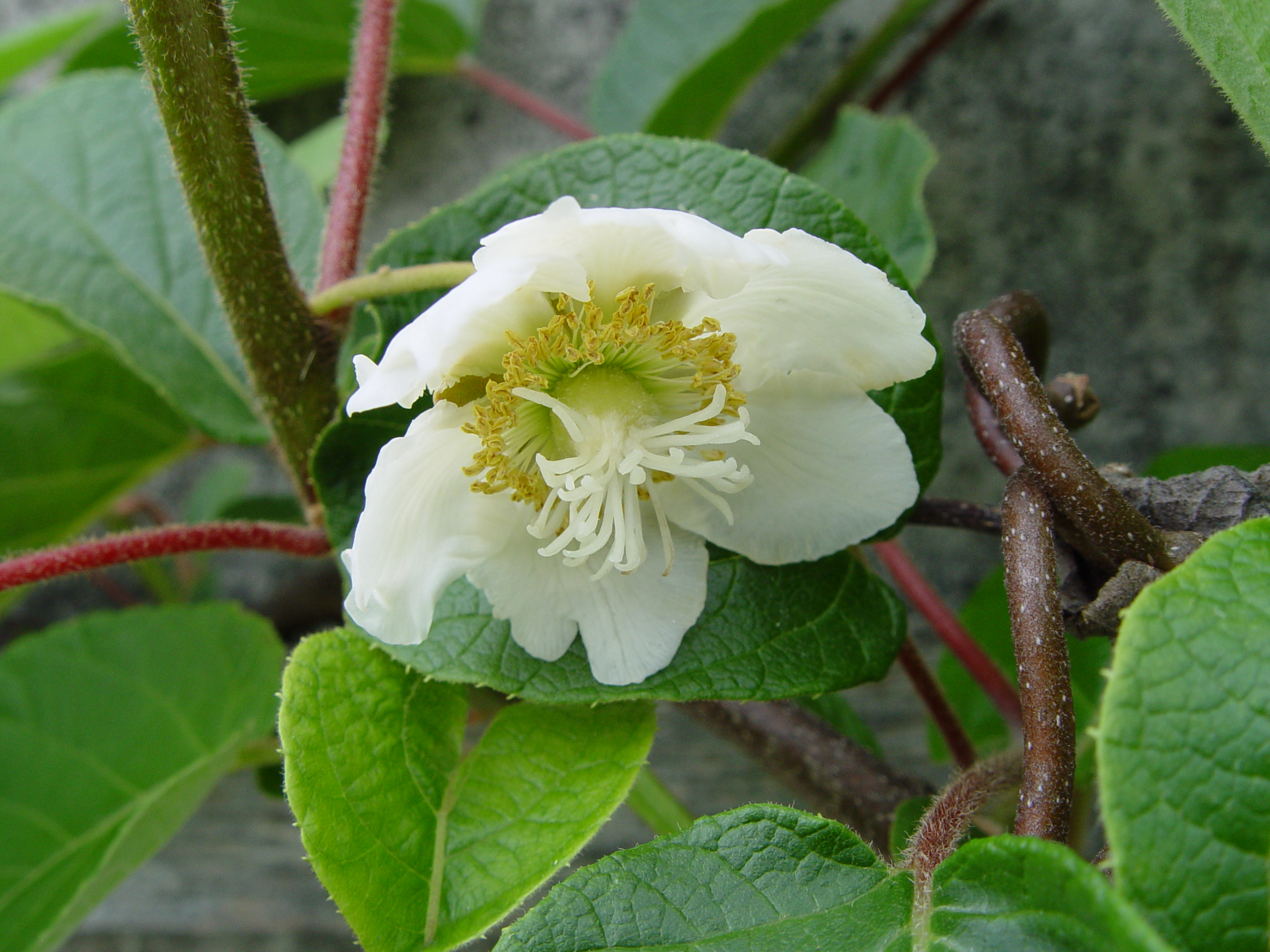
Flor de planta femenina de Actinidia deliciosa (kiwi), en la que se observa el gineceo desarrollado y estambres con polen estéril. Requiere para la polinización de una planta masculina con flores estaminíferas, cuyo polen es fértil aunque el ovario no esté desarrollado.

En plantaciones frutales con fines productivos, para superar el problema de la esterilidad, ya sea morfológica, citológica o factorial, se debe recurrir a la asociación de la variedad en problema con un adecuado número de plantas polinizadoras (polinización cruzada). Algo similar ocurre con las especies dioicas en las que las plantas que solo producen flores femeninas deben asociarse con plantas masculinas, como sucede con el kiwi; también ocurre con las especies monoicas en las que la emisión del polen por parte de las anteras y la receptividad de los estigmas se produce en momentos distintos (dicogamia), como sucede en el nogal.

## Planificación del monte frutal: diseño de la polinización
Al planificar el monte frutal antes de la plantación, se debe considerar si existe o no autocompatibilidad y si la especie a plantar es de polinización anemófila o entomófila. Entonces se puede diseñar la polinización, eligiendo las variedades polinizadoras, su proporción y ubicación más conveniente.

### Variedades autocompatibles (o autofértiles)
Las variedades autocompatibles se plantan en bloque y la polinización generalmente ocurre en forma natural por el solo movimiento de las flores (si son especies de polinización anemófila), o por la presencia de abejas u otros insectos naturales que favorecen el traslado del polen desde las anteras a los estigmas (si son especies de polinización entomófila). Son ejemplos de frutales autocompatibles la mayoría de las variedades de duraznero, damasco, vid, cítricos y olivo.

### Variedades autoincompatibles (estériles)
En los montes frutales, para superar el problema de la esterilidad, ya sea morfológica, citológica o factorial, se debe recurrir a la polinización cruzada a través de la asociación de la variedad cultivada elegida con un adecuado número de plantas polinizadoras. Algo similar ocurre con las especies dioicas en las que las plantas que solo producen flores femeninas deben asociarse con plantas masculinas.
La fertilidad de las variedades seleccionadas, la importancia económica de los polinizadores respecto a la variedad principal y el tipo de polinización deben tenerse en cuenta al momento de elegir la o las variedades polinizadoras, y establecer su cantidad y distribución en el monte frutal.

### Selección de las variedades polinizadoras

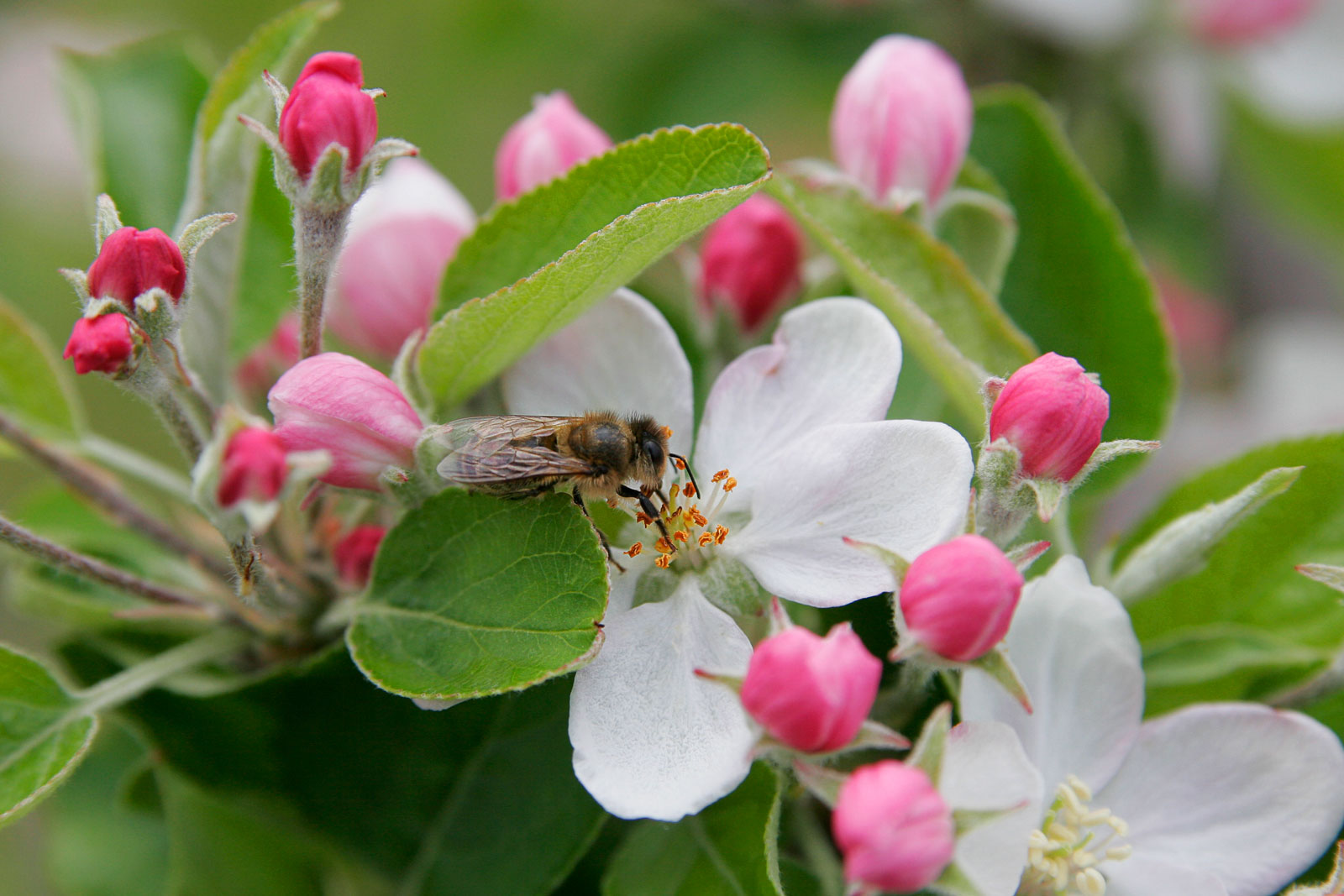
Abeja en las flores del manzano. Por lo general, el manzano requiere de variedades polinizadoras, puesto que la autoincompatibilidad es frecuente. Se suelen emplear como agentes polinizadores a manzanos silvestres. Hay numerosos trabajos genéticos encaminados a la obtención de cultivares autocompatibles.

La planta polinizadora debe reunir una serie de condiciones, que se mencionan a continuación.
- Compatibilidad. Debe ser intercompatible con la variedad cultivada a la que poliniza.

- Coincidencia de floración. Para alcanzar cosechas comerciales, la variedad principal y su polinizadora deben florecer al mismo tiempo. Para verificar esa coincidencia es necesario apoyarse en observaciones regionales, porque las fechas y la duración del período de floración varían según las condiciones climáticas locales. También son fluctuantes según el año. Los inviernos con temperaturas bajas favorecen un reagrupamiento de las variedades y las floraciones se presentan concentradas. En cambio, en los inviernos suaves o poco prolongados puede existir un mayor escalonamiento de las floraciones. La situación óptima se presenta cuando la variedad polinizadora presenta un período de floración largo y se adelanta ligeramente en su inicio de floración a la variedad principal. Entonces, un porcentaje importante de las flores de la variedad polinizadora están abiertas al momento en que abren las primeras flores de la variedad principal. En muchos casos, la coincidencia de floraciones solo es parcial y resulta conveniente emplear dos o tres variedades polinizadoras para garantizar una polinización eficiente.
- Producción de polen. Debe ser abundante y con una elevada capacidad de germinación.
- Resistencia, tolerancia, o baja susceptibilidad a plagas y enfermedades. En caso de no contar con esta condición, la inclusión de la planta polinizadora en el monte frutal obligaría a un manejo sanitario diferencial, a la vez que sería causa de riesgo de infección para el resto del cultivo.
- Valor comercial. Este atributo se debe considerar para decidir la proporción de plantas polinizadoras.

### Proporción y distribución de plantas polinizadoras
Debe haber un porcentaje mínimo de plantas polinizadoras en el monte frutal, que varía en función del mecanismo de transporte de los granos de polen. Para las especies de polinización entomófila, el porcentaje mínimo de plantas polinizadoras es del 11% y para las de polinización anemófila es del 5%. En las especies de polinización entomófila, la proporción de plantas polinizadoras puede incrementarse considerablemente en función del valor comercial de la variedad polinizadora, hasta alcanzar un 50 % cuando su valor comercial es similar al de la variedad a polinizar. También influye la distribución de las plantas polinizadoras en el monte frutal. En teoría, los ejemplares polinizadores deberían distribuirse lo más regularmente posible en las hileras de la variedad principal. En caso de utilizarse el porcentaje mínimo (11%), esto equivaldría a plantar una hilera de cada tres con plantas polinizadoras y, en dicha hilera, una planta polinizadora por cada tres plantas. Este tipo de diseño presenta algunos inconvenientes, ya que se dificulta el manejo fitosanitario y la recolección de frutos. Por eso, la tendencia general es ubicar todas las polinizadoras en la misma hilera, alternando una o varias hileras de plantas polinizadoras con una o varias hileras de la variedad cultivada a polinizar. En estos casos el porcentaje de plantas polinizadoras puede variar entre un 20% y un 50%, y repartirse entre dos variedades polinizadoras, lo cual aumenta el tiempo de solapamiento de los períodos de floración, consiguiéndose resultados óptimos.
En plantaciones muy densas o en sistemas de conducción en que se forman verdaderas «murallas» vegetales, el criterio de ubicar las plantas polinizadoras en hileras puede afectar la polinización debido a la tendencia de las abejas a desplazarse solamente a lo largo de la hilera. Cuando esto ocurre, las plantas de las hileras más alejadas de la hilera dadora de polen pueden presentar menor cuaje. Para aumentar la eficiencia de polinización es conveniente que todas las hileras de la variedad a polinizar estén al lado de hileras polinizadoras. En el caso de plantaciones densas, la eficiencia de polinización es mayor si se alternan dos hileras de cada cultivar. Otra alternativa para aumentar la eficiencia de polinización en plantaciones en alta densidad es ubicar las plantas polinizadoras en la hilera de la variedad principal y a la mitad de la distancia asignada entre plantas. Así, la planta polinizadora no ocupa el lugar de ninguna planta de la variedad principal. Las polinizadoras distribuidas de esta manera se denominan «supernumerarias». Este sistema se encuentra bastante difundido en manzanos. Se utilizan como agentes polinizadores a ejemplares de diversas especies del género Malus, llamadas también «manzanos silvestres». Dichas especies tienen algunas características similares que las hacen muy útiles como polinizadores: tienen crecimiento erecto y compacto y pueden confinarse fácilmente a un espacio reducido. Su período de floración es extenso, sus flores son atractivas para las abejas y su polen no afecta el tamaño del fruto de la variedad comercial. Como sus frutos son pequeños, los cosechadores no pueden confundirlos con los frutos de la variedad comercial.
Cuando la variedad polinizadora tiene escaso valor comercial, existe otra alternativa de ubicación de polinizadores a la que se puede recurrir. Consiste en plantar la variedad comercial en bloque e injertar ramas de la o las variedades polinizadoras en la parte superior de la copa de los árboles de la variedad comercial. Los injertos de ramas polinizadoras generalmente se deben realizar un año después de haber hecho la plantación, sobre una rama ubicada en el centro de la copa. Es conveniente marcar con pintura la rama injertada para evitar que el injerto sea accidentalmente eliminado con la poda. Para una polinización eficiente es conveniente hacer injertos de ramas en todos los árboles de la variedad comercial. Esta alternativa de injerto de ramas es poco frecuente en montes comerciales modernos y, en general, se recurre a ella para solucionar problemas de polinizaciones deficientes, cuando se ha elegido mal la variedad polinizadora.
Para la distribución de las plantas polinizadoras en un monte de especies frutales de polinización anemófila debe considerarse la dirección predominante de los vientos en primavera, de modo de disponer las hileras polinizadoras en forma perpendicular a la dirección de vientos dominantes. Las hileras se disponen a espacios regulares para asegurar una buena dispersión del polen.

## Manejo del monte frutal y de los agentes polinizadores
En muchos casos se usan abejas domésticas para la polinización, debido a insuficiente número de otros polinizadores. En tales casos, a partir del comienzo de la etapa productiva de las plantas de polinización entomófila, es conveniente colocar colmenas dentro del monte frutal para conseguir una polinización cruzada eficaz durante el período de floración. Otras abejas, tanto abejas mieleras silvestres como las especies silvestres nativas del lugar, pueden realizar suficiente polinización si existe hábitat para ellas en las cercanías y si los plaguicidas no las destruyen. Muchas huertas de menor tamaño no necesitan abejas domésticas o, a lo sumo, las usan como suplemento de la polinización por abejas silvestres. 

### Cantidad de colmenas
La cantidad de colmenas necesaria para una polinización adecuada depende de varios factores: de la calidad de las colmenas, de la densidad de flores a polinizar, de la atracción de las flores de cada especie y de las condiciones meteorológicas en cada primavera. Las experiencias modernas recomiendan la colocación de 1 a 6 colmenas por hectárea de plantación, distribuidas de forma uniforme. Sin embargo, el número puede variar mucho según las condiciones (ver más adelante).

#### Calidad de las colmenas

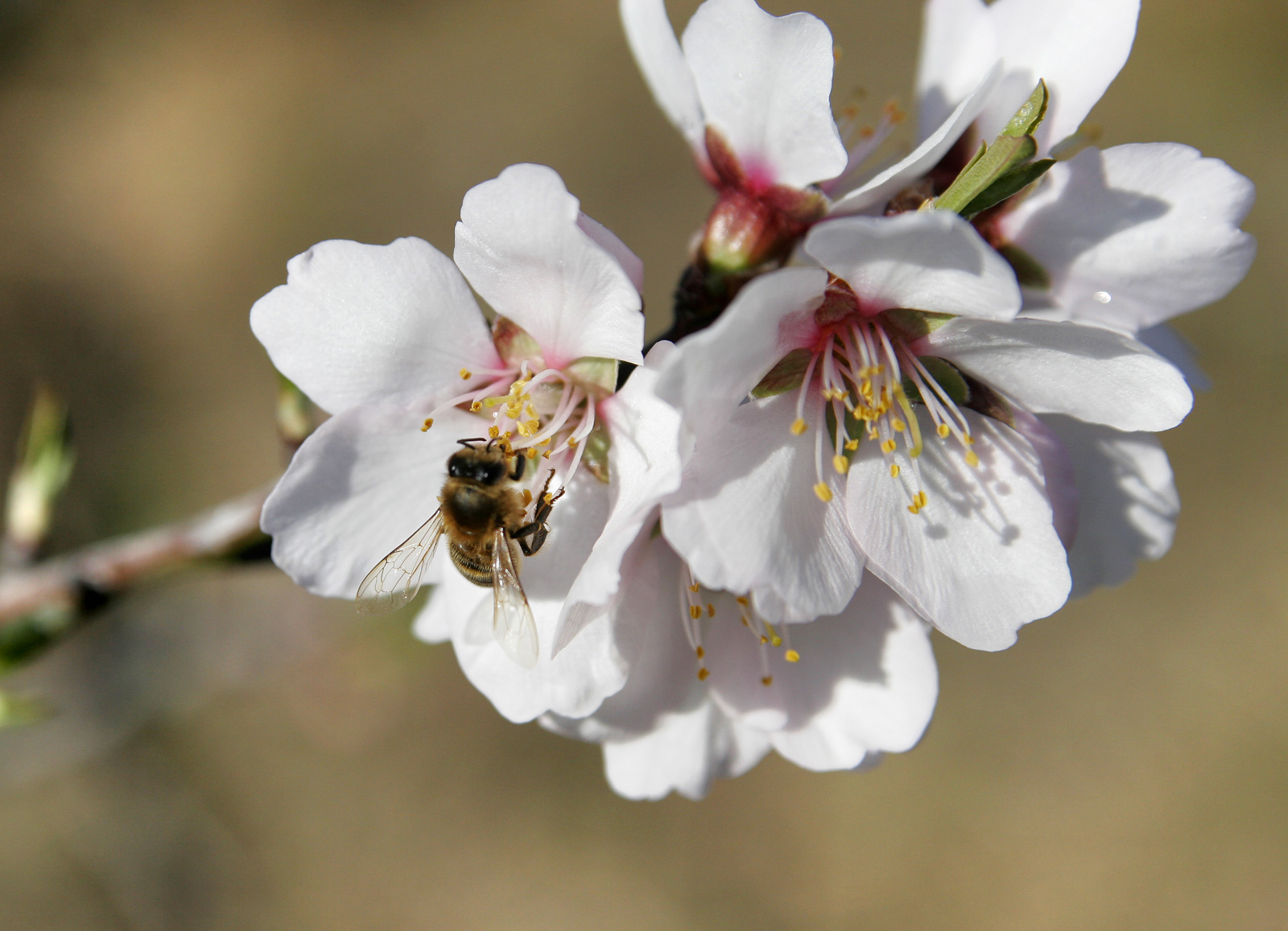
Abeja en flor de almendro

En general se considera que una colmena es de buena calidad (comúnmente denominada colmena «fuerte») cuando tiene por lo menos seis marcos con cría y dos con cría sin opercular (larvas jóvenes). Se estima que una colmena bien poblada tiene como mínimo 10 000 abejas. La presencia de larvas jóvenes (cría sin opercular) actúa de estímulo para la recolección de polen.
En los frutales que florecen temprano, como el almendro y el ciruelo japonés, es muy importante asegurar que en el momento de floración haya suficiente cría sin opercular que demande polen y néctar, y suficiente población de obreras para su recolección. Se debe tener en cuenta que la abeja obrera tiene un ciclo promedio de 33 días desde la postura de la abeja reina hasta que hace su primer vuelo fuera de la colmena para recolectar polen o néctar. Entonces, para las especies de floración temprana y en virtud de la ausencia natural de néctar o polen, se deberá incentivar artificialmente a la reina a iniciar la postura alrededor de 33 días antes de la fecha de floración. De lo contrario, no habrá suficiente cría no operculada que demande polen al momento de la floración, ni tampoco suficiente población de abejas recolectoras de polen o néctar.

#### Densidad de flores a polinizar
A igualdad de marco de plantación y desarrollo de las plantas, hay diferencia en el número de flores entre especies y aún entre cultivares de una misma especie. A mayor número de flores se precisará mayor número de abejas y, por lo tanto, las especies de mayor densidad de floración (por ejemplo, el cerezo) necesitarán mayor número de colmenas. La densidad de flores depende también de la edad de la plantación.

#### Atracción de las flores
Está vinculada principalmente a la concentración de azúcares del néctar. En términos generales y a modo de ejemplo, las flores del peral son poco atractivas para las abejas, ya que su néctar contiene solo alrededor de un 15 % de azúcar.

#### Condiciones meteorológicas
Influyen notablemente en la actividad de las abejas. La máxima eficacia se produce con días soleados, sin viento y con una temperatura media de 20-22 °C. Otras especies de abejas y abejorros pueden trabajar en condiciones climáticas que no son toleradas por las abejas domésticas,
Las bajas temperaturas en la época de floración afectan seriamente la actividad de las abejas (Ver tabla 1). La actividad es prácticamente nula cuando la temperatura desciende por debajo de los 10 °C.
| Temperatura (°C) | Cantidad de abejas (%) |
| ---------------- | ---------------------- |
| 18               | 100                    |
| 17               | 62                     |
| 12               | 21                     |
| 10               | 6                      |

Aun cuando haya condiciones meteorológicas diferentes en cada temporada, la probabilidad de que la actividad de las abejas no sea máxima es mayor en las especies de floración temprana (almendro, ciruelo japonés) y, por lo tanto, será conveniente aumentar el número de colmenas.
El viento es un factor adverso para la actividad de las abejas, cuando la velocidad supera los 20 km/h la actividad es escasa y por encima de los 40 km/h es nula.
La lluvia también afecta el vuelo de las abejas: en días de lluvia las abejas no realizan actividad polinizadora.
En términos generales se necesitan 2 a 4 colmenas de buena calidad por hectárea. Este número puede duplicarse o aún triplicarse en el caso de colmenas pobres, floraciones tempranas (almendro, ciruelo japonés), altas densidades de plantación, especies poco atractivas (peral) o condiciones climáticas adversas en el período de floración.

#### Momento de introducción de las colmenas en el monte frutal

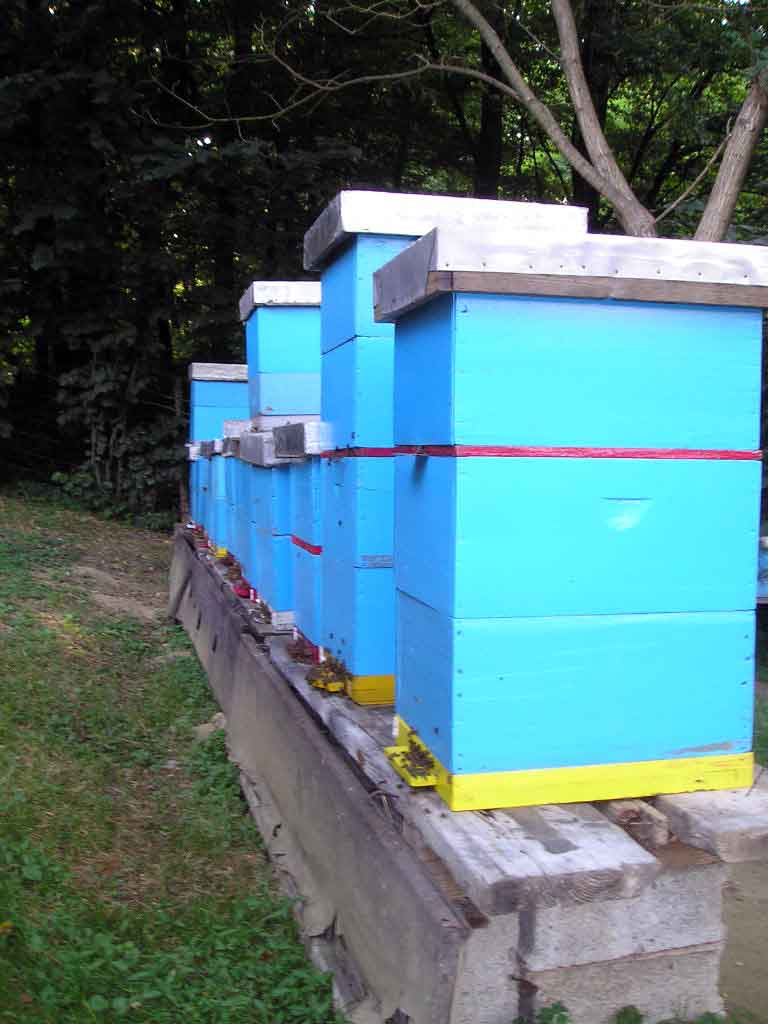
Colmenas de abejas

En especies como manzano o peral, la calidad de las flores que conforman la inflorescencia tiene relación directa con la secuencia de apertura. Así, las primeras flores en abrir (la central en la inflorescencia del manzano y la basal en la inflorescencia del peral) son las de mayor calidad y las que dan fruta de mayor calibre. En frutales de carozo como los cerezos y ciruelos, en los que la apertura de las flores en las inflorescencias es más concentrada en el tiempo, igualmente las primeras flores en abrir son las de mayor calidad. Esta situación indica que la introducción de las colmenas al monte debe realizarse en el momento en que haya un número de flores abiertas tal que resulte atractivo para las abejas y que al mismo tiempo permita la polinización de las flores de mayor calidad. Como valor orientativo se puede considerar que un 5 a 10 % de flores abiertas en la plantación frutal es adecuado para introducir las colmenas al monte. Sin embargo, debe tenerse en cuenta que en especies poco atractivas como peral, se prefiere esperar hasta que el 20 % de las flores estén abiertas, para evitar que las abejas se habitúen a flores más atrayentes que pudiese haber en las cercanías.

#### Manejo del suelo previo a la entrada de las colmenas
En el momento de la introducción de las colmenas al monte frutal es conveniente la eliminación de flora competitiva. Las malezas y coberturas vegetales deben segarse o incorporarse al suelo antes de la floración.

### Tratamientos fitosanitarios
En un sentido estricto la polinización por medio de abejas supone la suspensión de los tratamientos insecticidas y acaricidas durante el período de floración. Este concepto debería ampliarse al período anterior a la floración, en el caso del uso de productos cuyo poder residual pudiera afectar la vida de las abejas. En el caso de no poder suspender los tratamientos fitosanitarios (pulgón verde del duraznero, trips, ácaro del agamuzado del peral) debe recurrirse al uso de productos no tóxicos para las abejas.
Una vez finalizada la floración, deben retirarse las colmenas para permitir los tratamientos fitosanitarios que sean necesarios.

### Ubicación de las colmenas en el monte

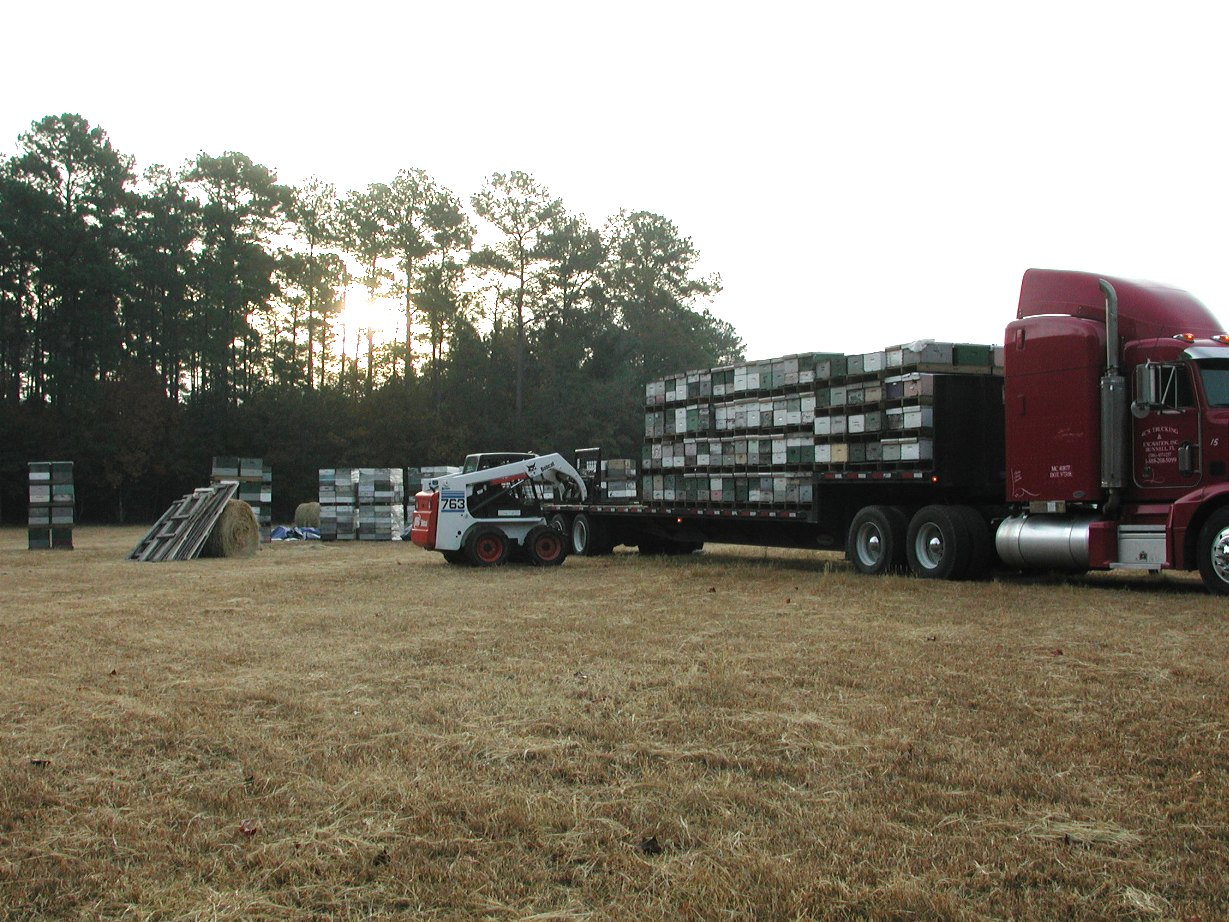
Camión con remolque usado para el transporte de colmenas de abejas desde Carolina del Sur hasta Maine (EE. UU.), con destino a la polinización de arándanos (Vaccinium corymbosum).

Es frecuente que se elija un lugar inadecuado para ubicar las colmenas, resultarle cómodo al apicultor o al fruticultor. Esto disminuye la eficiencia de la polinización. Es conveniente respetar las siguientes normas.
- Las colmenas deben colocarse en grupos de 5 a 20, de modo que la competencia entre ellas incentive a las abejas a desplazarse a mayor distancia y efectuar mayor actividad.

- Dentro o fuera del monte frutal, conviene colocar las colmenas en lugares soleados desde horas tempranas, protegidas del viento y con sus piqueras (entradas-salidas) orientadas hacia el este o hacia el norte, nunca hacia el sur. Todas estas medidas activan y facilitan el trabajo de las abejas.

- Las colmenas deben situarse perpendicularmente a las líneas de plantas polinizadoras, ya que las abejas tienden a volar por la plantación sin pasar de una fila a otra.

Como concepto general debe tenerse en cuenta que, en la medida en que aumentan las dificultades para la polinización (cultivos en espaldera, cultivos en alta densidad, condiciones meteorológicas adversas, especies poco atractivas) se debe mejorar el número y distribución de las colmenas en el monte frutal.

### Polinización asistida y polinización artificial
La «polinización asistida» tiene como particularidad el origen del polen, ya que la variedad dadora de polen no se encuentra dentro del monte comercial a polinizar. Se recolectan flores de la variedad polinizadora, se separan las anteras por un proceso de trituración y se extrae el polen, que se congela a -20 °C para mantener su viabilidad. Para conseguir que las abejas se impregnen de este polen se usan dispensadores de polen, que se colocan en la piquera (entrada-salida) de la colmena y se deben abastecer con polen 3 o 4 veces al día.
La «polinización artificial» se conoce también como «polinización asistida mecánicamente». Al igual que la polinización asistida, se basa en el uso de polen vital o viable, pero el transporte de los granos de polen se realiza mecánicamente con atomizadores o nebulizadores. Esta técnica puede usarse a modo de suplementación ante una insuficiencia de polen resultante de causas diversas, como falta de sincronización de las floraciones.
Tanto la polinización asistida como la polinización asistida mecánicamente encarecen el cultivo y en general no suelen recomendarse como prácticas de rutina. Lo mejor es que la labor de polinización sea realizada por la naturaleza a partir de una buena planificación de plantas polinizadoras y de un buen diseño de la ubicación de las colmenas en el campo.

## Cuaje
Se denomina cuaje al proceso que marca la transición del ovario de la flor a fruto. Este proceso involucra la iniciación de un crecimiento rápido de los tejidos del ovario, como consecuencia de una activa división celular, que constituye la primera fase del crecimiento del fruto. Si el crecimiento no se inicia, o una vez iniciado cesa, el ovario se desprende y, por lo tanto, no cuaja.
Para que se produzca el cuaje son necesarios tres requisitos:
1. la existencia de yemas florales maduras y bien formadas;
2. temperaturas durante la antesis e inmediatamente después que aseguren una adecuada polinización y fecundación;
3. un aporte adecuado de fotoasimilados o fotosintatos, es decir, de los productos de la fotosíntesis, cuando el ovario inicie el desarrollo.

En caso de que alguno de estos requisitos no se cumpla se produce la caída o abscisión de flores o frutos no cuajados. Esta abscisión ocurre en todas las especies cultivadas, y no es uniforme en el tiempo. Suelen producirse tres oleadas de caídas de flores y/o frutos.
1. En el período comprendido entre pre-antesis y caída de pétalos suele detectarse una primera caída, principalmente de flores que no fueron fecundadas. Las causas de ausencia de fecundación pueden ser varias: flores que presentan anomalías ovulares, polen que no desarrolló completamente en la antera, fallas en la dehiscencia de la antera, flores no visitadas por abejas, estigma no receptivo, polen que falló en su germinación, tubo polínico defectuoso, óvulos que perdieron su fertilidad, fertilización simple o incompatibilidades genéticas.
2. Una segunda caída se produce tras el cuaje de los frutos que inician su desarrollo.
3. La tercera caída tiene lugar al final de la fase de división celular. En el Hemisferio Norte, la última caída se presenta en el mes de junio, por lo cual se la denomina «caída de junio» o June drop; en el Hemisferio Sur suele producirse en diciembre, con variaciones según la especie, el clima y la latitud.

## Polinización deficiente
La eficiencia del proceso polinización-fecundación se evalúa luego del cuaje. En caso de que el cuaje haya sido insuficiente será conveniente determinar la causa de esa insuficiencia, para evitar la repetición de esa situación en el futuro.
Entre las causas más frecuentes de cuajes insuficientes se encuentran:
1. plantaciones de cultivares autoincompatibles sin polinizadoras o con polinizadoras interincompatibles;
2. falta de coincidencia de los períodos de floración entre la variedad comercial y la polinizadora elegida; también la distancia a la planta polinizadora puede influir;
3. condiciones meteorológicas desfavorables en primavera (bajas temperaturas, viento, lluvia).

En los dos primeros casos, para conseguir una polinización cruzada adecuada se puede recurrir a la reinjertación de algunas plantas convenientemente distribuidas con púas de una variedad polinizadora adecuada o bien a la reinjertación de ramas de una variedad polinizadora adecuada en la parte superior de la copa de los árboles de la variedad comercial. Hasta que los nuevos injertos estén en condiciones de producir flores, se puede asegurar un aprovisionamiento temporal de polen colocando, al comienzo de la floración, ramas floríferas de variedades cultivadas polinizadoras distribuidas en la plantación, en recipientes con agua (floreros) para asegurar una duración suficiente. También se puede recurrir a la polinización asistida con polen compatible.
En el tercer caso, para aumentar le eficiencia de la polinización es conveniente aumentar el número de colmenas.